# AACTA International Awards 2015
Die 4. Verleihung der australischen AACTA International Awards (englisch 4th AACTA International Awards), die jährlich von der Australian Academy of Cinema and Television Arts (AACTA) vergeben werden, fand am 31. Januar 2015 im Hollywood Palladium in Los Angeles statt. Sie ehrten die besten internationalen Filme des Jahres 2014 und sind so das Gegenstück zu den ebenfalls im Januar 2015 stattgefundenen vierten AACTA Awards für australische Filme. Die Verleihung wurde von den australischen Schauspielern Nicole Kidman und Geoffrey Rush moderiert und am 1. Februar 2015 auf dem australischen Kabelsender Arena gezeigt.

## Übersicht
Die Nominierungen wurden am 6. Januar 2015 bekanntgegeben. Gegenüber der Verleihung aus dem Vorjahr gibt es keine Neuerungen. Mit sieben Nominierungen erhielt die schwarze Filmkomödie Birdman oder (Die unverhoffte Macht der Ahnungslosigkeit) die meisten Nennungen, gefolgt von Boyhood und The Imitation Game – Ein streng geheimes Leben mit jeweils fünf. Ebenfalls mehrere Nominierungen erhielten Whiplash (4), Grand Budapest Hotel (3), Die Entdeckung der Unendlichkeit und Foxcatcher (jeweils 2).
Birdman konnte als einziger Film vier Auszeichnungen gewinnen. Er setzte sich als bester Film, für die beste Regie (Alejandro González Iñárritu), für das beste Drehbuch (Iñárritu, Nicolás Giacobone, Alexander Dinelaris, Jr. und Armando Bó junior) und den besten Hauptdarsteller (Michael Keaton) durch. Als beste Hauptdarstellerin war Julianne Moore in Still Alice – Mein Leben ohne Gestern erfolgreich. Als beste Nebendarsteller wurden J. K. Simmons für Whiplash und Patricia Arquette für Boyhood ausgezeichnet.

## Gewinner und Nominierte
| Film                                                      | N | A |
| --------------------------------------------------------- | - | - |
| Birdman oder (Die unverhoffte Macht der Ahnungslosigkeit) | 7 | 4 |
| Boyhood                                                   | 5 | 1 |
| The Imitation Game – Ein streng geheimes Leben            | 5 | 0 |
| Whiplash                                                  | 4 | 1 |
| Grand Budapest Hotel                                      | 3 | 0 |
| Die Entdeckung der Unendlichkeit                          | 2 | 0 |
| Foxcatcher                                                | 2 | 0 |

### Bester Film
Birdman oder (Die unverhoffte Macht der Ahnungslosigkeit) (Birdman or (The Unexpected Virtue of Ignorance)) – Produktion: Alejandro González Iñárritu, John Lesher und James W. Skotchdopole
Boyhood – Produktion: Richard Linklater und Cathleen Sutherland
Grand Budapest Hotel (The Grand Budapest Hotel) – Produktion: Wes Anderson, Jeremy Dawson, Steven Rales und Scott Rudin
The Imitation Game – Ein streng geheimes Leben (The Imitation Game) – Produktion: Nora Grossman, Ido Ostrowsky und Teddy Schwarzman
Whiplash – Produktion: Jason Blum, Helen Estabrook und David Lancaster

### Beste Regie
Alejandro González Iñárritu – Birdman oder (Die unverhoffte Macht der Ahnungslosigkeit) (Birdman or (The Unexpected Virtue of Ignorance))
Wes Anderson – Grand Budapest Hotel (The Grand Budapest Hotel)
Damien Chazelle – Whiplash
Richard Linklater – Boyhood
Morten Tyldum – The Imitation Game – Ein streng geheimes Leben (The Imitation Game)

### Bestes Drehbuch
Alejandro González Iñárritu, Nicolás Giacobone, Alexander Dinelaris, Jr. & Armando Bó junior – Birdman oder (Die unverhoffte Macht der Ahnungslosigkeit) (Birdman or (The Unexpected Virtue of Ignorance))
Wes Anderson – Grand Budapest Hotel (The Grand Budapest Hotel)
Damien Chazelle – Whiplash
Richard Linklater – Boyhood
Graham Moore – The Imitation Game – Ein streng geheimes Leben (The Imitation Game)

### Bester Hauptdarsteller
Michael Keaton – Birdman oder (Die unverhoffte Macht der Ahnungslosigkeit) (Birdman or (The Unexpected Virtue of Ignorance))
Steve Carell – Foxcatcher
Benedict Cumberbatch – The Imitation Game – Ein streng geheimes Leben (The Imitation Game)
Jake Gyllenhaal – Nightcrawler – Jede Nacht hat ihren Preis (Nightcrawler)
Eddie Redmayne – Die Entdeckung der Unendlichkeit (The Theory of Everything)

### Beste Hauptdarstellerin
Julianne Moore – Still Alice – Mein Leben ohne Gestern (Still Alice)
Essie Davis – Der Babadook (The Babadook)
Felicity Jones – Die Entdeckung der Unendlichkeit (The Theory of Everything)
Rosamund Pike – Gone Girl – Das perfekte Opfer (Gone Girl)
Reese Witherspoon – Der große Trip – Wild (Wild)

### Bester Nebendarsteller
J. K. Simmons – Whiplash
Ethan Hawke – Boyhood
Edward Norton – Birdman oder (Die unverhoffte Macht der Ahnungslosigkeit) (Birdman or (The Unexpected Virtue of Ignorance))
Mark Ruffalo – Foxcatcher
Andy Serkis – Planet der Affen: Revolution (Dawn of the Planet of the Apes)

### Beste Nebendarstellerin
Patricia Arquette – Boyhood
Keira Knightley – The Imitation Game – Ein streng geheimes Leben (The Imitation Game)
Emma Stone – Birdman oder (Die unverhoffte Macht der Ahnungslosigkeit) (Birdman or (The Unexpected Virtue of Ignorance))
Meryl Streep – Into the Woods
Naomi Watts – Birdman oder (Die unverhoffte Macht der Ahnungslosigkeit) (Birdman or (The Unexpected Virtue of Ignorance))